# Peleu

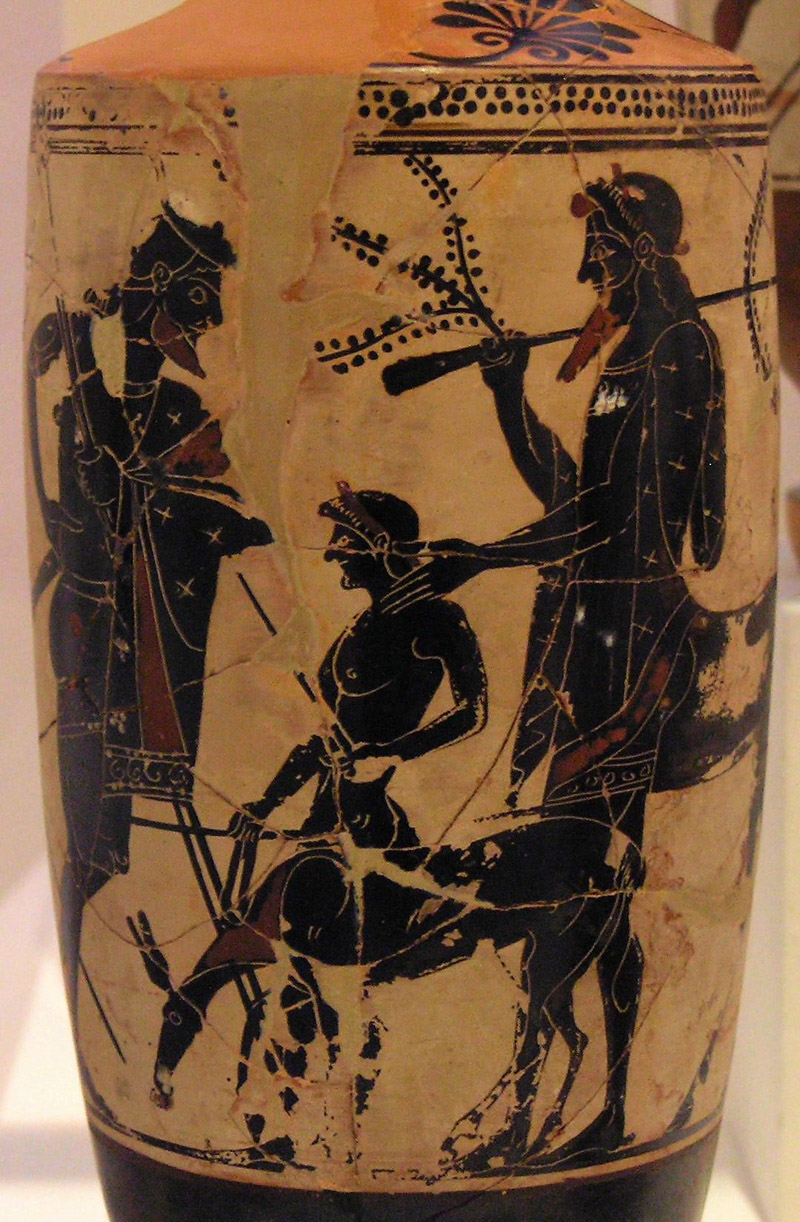
Peleu, Aquil·les i Quiró (circa 500 aC, Museu Arqueològic Nacional d'Atenes).

Peleu (en grec Πηλεύς Pêleús) segons la mitologia grega, fou un heroi grec que fou pare d'Aquil·les.

## Origen
Peleu nasqué en el si de la família reial d'Egina, era fill del  Rei Èac (al seu torn fill del déu Zeus i la nimfa Egina) i d'Endeida (filla del mític bandoler corinti Esciró o del centaure Quiró, segons les versions). El seu germà es deia Telamó i tenia un germanastre, fill natural del seu pare amb la nereida Psàmate, anomenat Focos.

## Aventures
Per haver participat amb Telamó en la mort de Focos hagué d'exiliar-se i fou acollit per Eurició, rei de Ftia, que el purificà del seu crim i li concedí la mà de la seua filla Antígona.
Durant la cacera del senglar de Calidó va matar accidentalment el seu sogre i aleshores anà a Iolcos perquè Acast, el fill de Pèlias, el purifiqués; però Astidamia, l'esposa d'Acast, es va enamorar d'ell. Li va demanar una trobada, però ell no va accedir al seu desig. Aleshores, per venjar-se, Astidamia va enviar a Antígona, la dona de Peleu, un missatge on li deia que Peleu estava a punt de casar-se amb Estèrope, la filla d'Acast, cosa que era falsa. Desesperada, Antígona es penjà. Tot seguit, Astidamia acusà Peleu davant del seu marit d'haver-la volgut violar. Acast, que no gosà matar el seu hoste a qui havia purificat d'un crim de sang, i amb el que estava unit per això amb lligams religiosos, va portar Peleu de cacera al mont Pèlion. Durant la cacera Peleu s'acontentava en tallar la llengua de les peces que caçava, i els altres caçadors recollien les preses. Després es reien de Peleu com si no hagués caçat res. Però l'heroi va ensenyar les llengües i els demostrà la seva habilitat. Però al vespre, Peleu, esgotat, es quedà adormit i Acast li amagà l'espasa i l'abandonà a mercè de les feres, però l'heroi, amb l'ajut del centaure Quiró, aconseguí salvar-se i tornà per venjar-se d'Acast i d'Astidamia. Amb ajuda de Jàson i els Dioscurs va prendre la ciutat de Iolcos, matà Acast i esquarterà el cos d'Astidamia, escampant els trossos per la ciutat mentre hi feia la seva entrada.
Per consell de Zeus, prengué com a esposa la nereida Tetis. L'origen d'aquesta unió va ser el següent: Zeus i Posidó es disputaven la mà de Tetis, però Temis (o potser Prometeu) els va predir que el fill de Tetis seria més poderós que el seu pare. Les dues divinitats van abandonar la seva discussió i van buscar la manera de casar-la amb un mortal, per al qual, el fet que aquesta profecia s'acomplís, no representés cap inconvenient. Una versió una mica diferent diu que va ser Prometeu qui va dir a Zeus que si Tetis li donava un fill, aquest el destronaria i seria l'amo del cel, o també que Tetis va refusar unir-se a Zeus per respecte a Hera, que l'havia criat. Ple de còlera i per castigar-la, Zeus l'hauria obligat a casar-se amb un mortal. Els déus van resoldre donar-li Peleu com a espòs, però ella no va voler. Com a deessa marina posseïa el do de transformar-se en el que volgués, i per escapar-se de la persecució de Peleu es transformà successivament en vent, en arbre, en ocell, en tigre, en lleó, en serp i finalment en sípia. Peleu, aconsellat pel centaure Quiró, la va retenir amb força i al final ella es va convertir en divinitat i en dona. Les noces van tenir lloc al mont Pelió amb l'assistència dels déus. Les Muses van cantar l'epitalami, i tothom va oferir regals als nuvis. Entre els regals més remarcables destaca una llança de freixe, regal de Quiró i dos cavalls immortals, Bali i Xantos, regals de Posidó. Aquests cavalls seran junyits més endavant al carro d'Aquil·les, l'heroi fill de la unió de Peleu i Tetis.
En la seva vellesa, mentre Aquil·les era a Troia, Peleu va ser atacat pels fills d'Acastos Arcandre i Arquíletes, en el moment en què acabava la guerra de Troia. Expulsat de Ftia, es refugià a l'illa de Cos, on va trobar el seu net Neoptòlem. Allà va ser acollit per un descendent d'Abant anomenat Moló, i hi va morir. Una altra versió que ens explica l'Andròmaca d'Eurípides, el fa sobreviure a Neoptòlem i intervenir a favor d'Andròmaca en contra dels plans d'Hermíone. D'aquesta mateixa tradició sembla que en deriva la versió de Dictis de Creta que diu que Neoptòlem va alliberar Peleu, presoner dels fills d'Acast, i li va retornar el seu reialme, abans de morir a mans d'Orestes a Delfos.